# 段元妃
段 元妃（だん げんひ、? - 396年）は、後燕の成武帝慕容垂の皇后（4番目の妻）。元妃は字である。成昭皇后（段氏、最初の妻）の姪で、恵愍帝慕容宝の従姉妹である。慕容垂には他にも段姓の正室がおり、その区別のためもあって後段后と呼ばれる。

## 生涯
父は右光禄大夫の段儀。美しくかつ頭が良く、高い志を持っていた。少女のころ、妹の段季妃に「私は凡人の妻にはなりませんよ」と言い放ち、段季妃も「私も庸人の妻にはなりません」と言った。
384年、20代で、当時すでに59歳の慕容垂に嫁ぎ、 継室（正室）となった。 寵愛を受けて男子を2人産んだ。386年1月、慕容垂は皇帝を自称し、夫人（側室）となった。建興3年（388年）、皇后に立てられた。
同年、慕容宝（成昭皇后の子）が太子に立てられた。元妃はしばしば慕容垂に「太子は優柔不断であり、乱世の英主ではありません」と言って、遼西王慕容農と高陽王慕容隆のうちから新たに太子を立てるよう諌めた。また趙王慕容麟の排斥も進言した。慕容垂は激怒して「私を晋の献公だと思っているのか」と叱責した。元妃は泣きながら段季妃に訴え、「范陽王（段季妃の夫で南燕を建てた慕容徳）は非常な器量を持っている、もし燕の命脈がまだ尽きていなければ、彼は皇帝となっている」と言った。元妃は慕容宝や慕容麟を始め、多くの人々の恨みを買った。
建興11年（396年）、慕容垂は崩御し、慕容宝が後を継ぐ。翌月、慕容宝が慕容麟を遣わし、元妃は賜死にされた。元妃は怒り、「母をたやすく殺すお前たちに、国を守ることができようか。私は死を惜しまないが、間もなく国が滅びるのを心配する」と言い放ち、自殺した。慕容宝はそれに激怒し、元妃を追廃しようとした。群臣はことごとく賛成したが、中書令の眭邃が「息子には母廃除の権限がありません。後漢の安思皇后は順帝に排斥されましたが、それでも最後に安帝と合葬されました」と諌めた。慕容宝はこれに従った。元妃は「哀」の諡号が贈られ、夫の諡を重ねて成哀皇后と称された。

## 男子
- 慕容朗（勃海王）
- 慕容鑒（博陵王）

## 伝記資料
- 『晋書』載記
- 『十六国春秋』
- 『資治通鑑』